# Карпеши
Карпеши (бел. Карпяшы) — деревня в Берёзовском районе Брестской области Белоруссии. Входит в состав Первомайского сельсовета.

## География
Деревня находится в центральной части Брестской области, при автодороге Н-94, на расстоянии приблизительно 6 километров (по прямой) к юго-западу от города Берёза, административного центра района. Абсолютная высота — 151 метр над уровнем моря. Площадь населённого пункта — 0,7965 км².

## История
По состоянию на 1905 год, в Карпешах проживало 299 человек. В административном отношении деревня входила в состав Березской волости Пружанского уезда Гродненской губернии.
Согласно Рижскому мирному договору (1921), деревня вошла в состав межвоенной Польши. Входила в состав гмины Берёза Картузская Пружанского повета Полесского воеводства Польши. В 1921 году числилось 126 жителей, проживавших в 24 домах. В этническом составе населения того периода поляки составляли 100 %. В конфессиональном составе населения преобладали православные христиане (100 %).
С 1939 года в БССР, с 1940 года деревня в составе Кабаковского сельсовета.

## Население
По данным переписи 2019 года, в деревне проживало 72 человека.
| Год  | Население, человек |
| ---- | ------------------ |
| 1905 | 299                |
| 1921 | ↘ 126              |
| 2009 | ↘ 92               |
| 2019 | ↘ 72               |